# Luntai
Luntai (en chino, 轮台县; pinyin, Lúntái xiàn) también conocida por su nombre uigur de Bugur (en uigur: بۈگۈر, romanizado: Bügür, lit. 'águila'; en chino, 布古尔; pinyin, Bùgǔ'ěr) es un condado bajo la administración directa de la Prefectura Bayingolin en la Región autónoma de Sinkiang, República Popular China. Su área es de 14 181 km² y su población total para 2010 superó los 116 mil habitantes.

## Administración
Desde octubre de 2019, el condado Luntai se divide en 11 pueblos que se administran en 4 poblados y 7 villas.